# ゴットフリート・ベーム

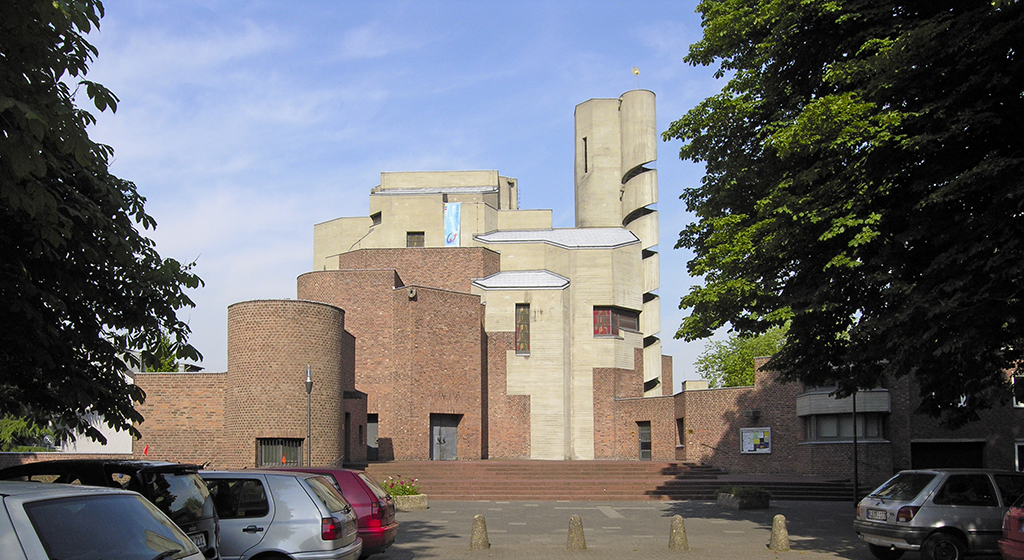
ケルンのIglesia Youth Center Library

ゴットフリート・ベーム（Gottfried Böhm、1920年1月23日 - 2021年6月9日）は、ドイツの建築家。ヘッセン州オッフェンバッハ出身。アーヘン工科大学で教鞭を執った。1986年にプリツカー賞受賞。

## 作品
- ベンスベルク市庁舎
- ネヴィゲス巡礼教会
- ピーク&クロッペンブルグ・ビル
- ザールブリュッケン宮殿改修
- フォルクヴァング・スクール講堂
- マンハイムの大学図書館
- 菁寮聖十字架天主堂 - カトリック教会（台湾）